# Rhadinosa lebongensis
Rhadinosa lebongensis es una especie de insecto coleóptero de la familia Chrysomelidae.
Fue descrita científicamente en 1919 por Maulik.